# Hünfeld
Hünfeld é um município da Alemanha, situado no distrito de Fulda, no estado de Hesse. Tem 119,77 km² de área, e sua população em 2019 foi estimada em 16.616 habitantes.